# 懷恩 (阿拉巴馬州)
萊恩（英語：Ryan）是一個位於美國阿拉巴馬州謝爾比縣的非建制地區。該地的面積和人口皆未知。

## 地理
萊恩的座標為33°10′04″N 86°52′00″W / 33.16778°N 86.86667°W，而該地的平均海拔高度為161米（即528英尺）。